# Time and Tide (album Basi)
Time and Tide – debiutancki album studyjny Basi wydany w 1987 roku przez Epic Records.

## Tło
Był to pierwszy album Basi wydany po jej odejściu z zespołu Matt Bianco. Stylistycznie album był połączeniem modnego wówczas nurtu sophisti-pop z jazzem oraz muzyką brazylijską. Z płyty wydano aż sześć singli, z których największym powodzeniem cieszyły się „Promises”, „New Day for You” oraz szczególnie „Time and Tide”, który pozostaje najwyżej notowanym utworem Basi na amerykańskiej liście Hot 100. Wszystkie piosenki cieszyły się też powodzeniem na tamtejszej liście Adult Contemporary.
Album został wydany w Europie w kwietniu 1987, a w sierpniu w Stanach Zjednoczonych. Choć cieszył się popularnością we Francji, gdzie otrzymał status złotego, to w innych krajach nie sprzedał się dobrze. Z największym sukcesem spotkał się w USA, gdzie niespodziewanie sprzedał się w ilości przekraczającej milion kopii i został certyfikowany jako platynowy. W 2013 roku niezależne brytyjskie wydawnictwo Cherry Red Records wydało dwupłytową reedycję albumu, zawierającą dodatkowo wersje instrumentalne i remiksy.

## Lista piosenek
Wszystkie utwory zostały napisane przez Basię Trzetrzelewską oraz Danny’ego White’a, o ile nie podano inaczej.
1. „Promises” (Trzetrzelewska, White, Peter Ross) – 4:03
2. „Run for Cover” (Trzetrzelewska, White, Ross) – 3:38
3. „Time and Tide” – 4:03
4. „Freeze Thaw” (Trzetrzelewska, White, Ross) – 3:57
5. „From Now On” – 3:45
6. „New Day for You” (Trzetrzelewska, White, Ross) – 4:27
7. „Prime Time TV” (Trzetrzelewska, White, Ross) – 5:20
8. „Astrud” – 4:39
9. „How Dare You” – 3:22
10. „Miles Away” – 4:10

Utwory dodatkowe dostępne na wersji brytyjskiej
1. „Forgive and Forget” – 3:16

Utwory dodatkowe dostępne na wersji japońskiej
1. „Give Me That” – 4:24
2. „Forgive and Forget” – 3:16

## Pozycje na listach
| Kraj              | Lista                 | Najwyższa pozycja | Certyfikat      |
| ----------------- | --------------------- | ----------------- | --------------- |
| Australia         | Top 50 Albums         | 50                |                 |
| Francja           | Top Albums            | 16                | złota płyta     |
| Stany Zjednoczone | Billboard 200         | 36                | platynowa płyta |
| Stany Zjednoczone | Top Contemporary Jazz | 1                 | platynowa płyta |
| Wielka Brytania   | UK Albums Chart       | 61                |                 |